# ستايسي إدواردز
ستايسي إدواردز (بالإنجليزية: Stacy Edwards)‏ هي ممثلة أمريكية، ولدت في 4 مارس 1965 في الولايات المتحدة.

## أعمال

### أفلام
- (1997) في صحبة الرجال
- (1999) الأعزب
- (2007) سيء جدا[3]
- (2013) حلقة بلينج[4]

### مسلسلات
- اكذب علي
- إن سي آي إس
- تشريح غراي
- ذا فوسترز
- شبح هامس
- فيرونيكا مارس
- كاسل
- كولد كيس
- لعبة الكذب
- هاواي فايف أو
- هاوس

## وصلات خارجية
- ستايسي إدواردز على موقع IMDb (الإنجليزية)
- ستايسي إدواردز على موقع ألو سيني (الفرنسية)
- ستايسي إدواردز على موقع أول موفي (الإنجليزية)
- ستايسي إدواردز على موقع قاعدة بيانات الأفلام السويدية (السويدية)
- ستايسي إدواردز على موقع إن إن دي بي (الإنجليزية)
- ستايسي إدواردز على موقع قاعدة بيانات الفيلم (الإنجليزية)
- ستايسي إدواردز على موقع كينوبويسك (الروسية)